# Monilinia seaveri
Monilinia seaveri är en svampart som först beskrevs av Rehm, och fick sitt nu gällande namn av Honey 1936. Monilinia seaveri ingår i släktet Monilinia och familjen Sclerotiniaceae.   Inga underarter finns listade i Catalogue of Life.